# Club de Remo Hernani
El Club de Remo Hernani es un club deportivo vasco que ha disputado regatas en todas las categorías y modalidades de banco fijo, bateles, trainerillas y traineras desde su fundación en 1965. En 2017 participó en las competiciones realizadas por la Federación Guipuzcoana de Remo en bateles y trainerillas, y también en traineras en categoría femenina.

## Historia
Después de varios años sin actividad con la trainera, en 2015, y bajo la dirección de Juanjo Etxarte, Ainhitze Kalonje y Koteli, el club sacó al agua una trainera femenina. El equipo estaba compuesto por 13 componentes del club en categoría juvenil-sénior y otras 7 del club de Tolosa.